# الرباط (السبرة)

تعديل مصدري - تعديل

الرباط محلة تابعة لقرية الهوبة، التابعة لعزلة بني عاطف بمديرية السبرة إحدى مديريات محافظة إب في الجمهورية اليمنية.، بلغ تعداد سكانها 213 حسب تعداد اليمن لعام 2004.